# Wang Shi-ting
Wang Shi-ting (chinesisch 王 思婷; * 19. Oktober 1973 in Tainan) ist eine ehemalige taiwanische Tennisspielerin.

## Karriere
Als Juniorin gewann sie die French Open 1989 im Doppel.
Während ihrer Profikarriere gewann sie sechs Turniere auf der WTA Tour.
Bei den Olympischen Spielen 1996 in Atlanta nahm sie am Einzelwettbewerb teil, wo sie in der zweiten Runde Mary Joe Fernández mit 6:74, 6:2 und 1:6 unterlag.
Von ihren 76 Einsätzen für die taiwanische Fed-Cup-Mannschaft, die sie zwischen 1998 und 2000 hatte, gewann sie 51 Spiele. Seit 2006 ist sie deren Teamchefin.

## Turniersiege

### Einzel
| Nr. | Datum              | Turnier  | Kategorie   | Belag     | Finalgegnerin     | Ergebnis      |
| --- | ------------------ | -------- | ----------- | --------- | ----------------- | ------------- |
| 1.  | 19. September 1993 | Hongkong | WTA Tier IV | Hartplatz | Marianne Werdel   | 6:4, 3:6, 7:5 |
| 2.  | 10. Oktober 1993   | Taipeh   | WTA Tier IV | Hartplatz | Linda Harvey-Wild | 6:1, 7:64     |
| 3.  | 20. November 1994  | Taipeh   | WTA Tier IV | Hartplatz | Kyōko Nagatsuka   | 6:1, 6:3      |
| 4.  | 8. Oktober 1995    | Surabaya | WTA Tier IV | Hartplatz | Yi Jingqian       | 6:1, 6:1      |
| 5.  | 13. Oktober 1996   | Surabaya | WTA Tier IV | Hartplatz | Nana Miyagi       | 6:4, 6:0      |
| 6.  | 20. Oktober 1996   | Peking   | WTA Tier IV | Hartplatz | Chen Liling       | 6:3, 6:4      |

## Abschneiden bei Grand-Slam-Turnieren

### Einzel
| Turnier         | 1992 | 1993 | 1994 | 1995 | 1996 | 1997 | 1998 | 1999 | Karriere |
| --------------- | ---- | ---- | ---- | ---- | ---- | ---- | ---- | ---- | -------- |
| Australian Open | —    | 2    | 2    | 1    | 2    | 3    | 2    | 1    | 3        |
| French Open     | 1    | —    | 3    | 3    | 2    | 2    | 1    | 1    | 3        |
| Wimbledon       | —    | —    | —    | —    | —    | 2    | 2    | 1    | 2        |
| US Open         | 1    | 2    | 3    | —    | 2    | —    | 1    | 1    | 3        |

### Doppel
| Turnier         | 1996 | 1997 | 1998 | 1999 | 2000 | Karriere |
| --------------- | ---- | ---- | ---- | ---- | ---- | -------- |
| Australian Open | —    | AF   | AF   | 2    | 1    | AF       |
| French Open     | AF   | 1    | 2    | 1    | —    | AF       |
| Wimbledon       | —    | 2    | 2    | 1    | —    | 2        |
| US Open         | 2    | —    | 2    | 1    | —    | 2        |